# Felipe Ibáñez
Felipe Roberto Adolfo Ibáñez Scott (15 de febrero de 1954) es un administrador de empresas y empresario chileno. Es equitador y fundador de la Escuela del Arte Ecuestre de Chile, artífice de la introducción y llegada del caballo español a Chile en 1997 y del inicio en el país del Arte de la doma clásica y vaquera.
Hijo de uno de los forjadores del formato de supermercados en su país, ejerció por más de dos décadas la presidencia del directorio de Distribución y Servicio (D&S), sociedad que agrupaba los intereses de su familia en el negocio minorista.
En 2014 dejó definitivamente su participación en la misma tras la venta de sus últimas acciones a la estadounidense Walmart. 

## Familia y estudios
Nació como el tercer hijo del matrimonio conformado por el también empresario Manuel Ibáñez Ojeda y Sheila Scott Battiscombe, descendiente de ingleses. Tuvo cuatro hermanos, Manuel, Suzanne, Victoria (su hermana gemela) y Nicolás.
Se formó en el colegio The Grange School de Santiago, pero tras el arribo de la izquierdista Unidad Popular al poder en su país, en noviembre de 1970, fue enviado a terminar sus estudios a Inglaterra, donde se incorporó al internado Repton, del que egresó en 1972.
Tras ello estudió la carrera de administración de empresas en la Universidad de Edimburgo, en el Reino Unido, lugar donde conocería a su futura esposa, la ciudadana de ese país Heather Atkinson. Alcanzaría su título profesional en 1976. Después de su primer año en Almac (1978), Ibáñez volvió a Escocia para contraer matrimonio.

## Carrera empresarial
En 1977, de nuevo en Chile, ingresó a trabajar a Almac, la empresa de supermercados de su padre. Comenzó primero como reponedor, y luego como jefe de producción de un supermercado y como comprador de productos básicos y líquidos en el departamento de comercialización. A punto de cumplir los 25 años fue nombrado gerente de operaciones, con lo que pasó a hacerse cargo de la jefatura de todos los supermercados.
En 1982 asumió la gerencia comercial de la compañía, en plena crisis económica. En 1984 participó en la creación y lanzamiento del formato Ekono, dirigido a los segmentos medios-bajos. Meses antes de asumir la gerencia general de Ekono renunció a la gerencia general de Almac. Ekono llegó a tener más de 20 locales en Chile y 10 locales en Argentina. En lo sucesivo asumió funciones en el gobierno corporativo de la firma, ahora llamada D&S, así como otras relativas al manejo accionario de la misma, el cual ejerció en estrecha colaboración con su hermano Nicolás, uno de los principales ejecutivos.
De su periodo al frente de D&S destaca el rechazo por parte del Tribunal de Defensa de la Libre Competencia a su solicitud de fusión con Falabella, verificado en enero de 2008. A fines del mismo año fue uno de los negociadores en el millonario proceso de venta del control de la empresa a Walmart. Tras el traspaso accionario, materializado a comienzos de 2009, y pese a quedar solamente como accionista minoritario, fue confirmado en su puesto de presidente del directorio. A fines de 2013, y tras varias semanas de negociaciones, comunicó junto a su hermano la venta a la estadounidense del 25,06% que aún mantenían en unos USD 1.491 millones, operación que se materializó en febrero del año siguiente.
Entre sus emprendimientos personales destaca la fundación de la Escuela del Arte Ecuestre de Chile y la creación de la primera yeguada de caballos españoles en Chile, Nobleza del Parque. Además del proyecto vitivinícola Anakena, desarrollado a partir de 1997 con su amigo de juventud, Jorge Gutiérrez.